# Ranitomeya benedicta
Ranitomeya benedicta es una especie de anfibio anuro de la familia Dendrobatidae.

## Distribución geográfica
Esta especie es endémica del Perú. Habita en las regiones de Loreto y San Martín entre los 150 y 405 m sobre el nivel del mar en las pampas del Sacramento, entre el río Huallaga y el río Ucayali.

## Descripción
Ranitomeya benedicta mide hasta 20.2 mm.

## Etimología
El nombre específico benedicta proviene del latín benedictus, beato, en referencia al lugar de descubrimiento, la pampa del Sacramento. El nombre también se refiere a la naturaleza rápida y esquiva de esta especie, aquellos que tienen la oportunidad de encontrarse con esta especie pueden considerarse bendecidos.

## Publicación original
- Brown, Twomey, Pepper & Sanchez-Rodriguez, 2008 : Revision of the Ranitomeya fantastica species complex with description of two new species from Central Peru (Anura: Dendrobatidae). Zootaxa, n.º 1832, p. 1-24[5]